# Uromacer catesbyi
Espèce
Synonymes
- Dendrophis catesbyi Schlegel, 1837
- Uromacer scandax Dunn, 1920

Uromacer catesbyi  est une espèce de serpents de la famille des Dipsadidae.

## Répartition
Cette espèce est endémique d'Hispaniola :
- à Haïti dont les îles de La Gonâve, de Grande Cayemite et sur l'île-à-Vache ;
- en République dominicaine dont l'île Saona.

## Liste des sous-espèces
Selon The Reptile Database (28 août 2013) :
- Uromacer catesbyi catesbyi (Schlegel, 1837) - Péninsule de Tiburon
- Uromacer catesbyi cereolineatus Schwartz, 1970 - Grande Cayemite
- Uromacer catesbyi frondicolor Schwartz, 1970 - La Gonâve
- Uromacer catesbyi hariolatus Schwartz, 1970 - Haïti
- Uromacer catesbyi inchausteguii Schwartz, 1970 - île Saona
- Uromacer catesbyi insulaevaccarum Schwartz, 1970 - île-à-Vache
- Uromacer catesbyi pampineus Schwartz, 1970 - République dominicaine
- Uromacer catesbyi scandax Dunn, 1920

## Étymologie
Cette espèce est nommée en l'honneur de Mark Catesby.

## Publications originales
- Dunn, 1920 : On the Haitian Snakes of the Genera Leimadophis and Uromacer. Proceedings of the New England Zoölogical Club, vol. 7, p. 37-44 (texte intégral).
- Schlegel, 1837 : Essai sur la physionomie des serpens, La Haye, J. Kips, J. HZ. et W. P. van Stockum, vol. 1 (texte intégral).
- Schlegel, 1837 : Essai sur la physionomie des serpens, La Haye, J. Kips, J. HZ. et W. P. van Stockum, vol. 2 (texte intégral).
- Schwartz, 1970 : A systematic review of Uromacer catesbyi Schlegel (Serpentes, Colubridae). Tulane Studies in Zoology and Botany, vol. 16, no 4, p. 131-149 (texte intégral).